# Liste von Treffen der Ostblockstaaten

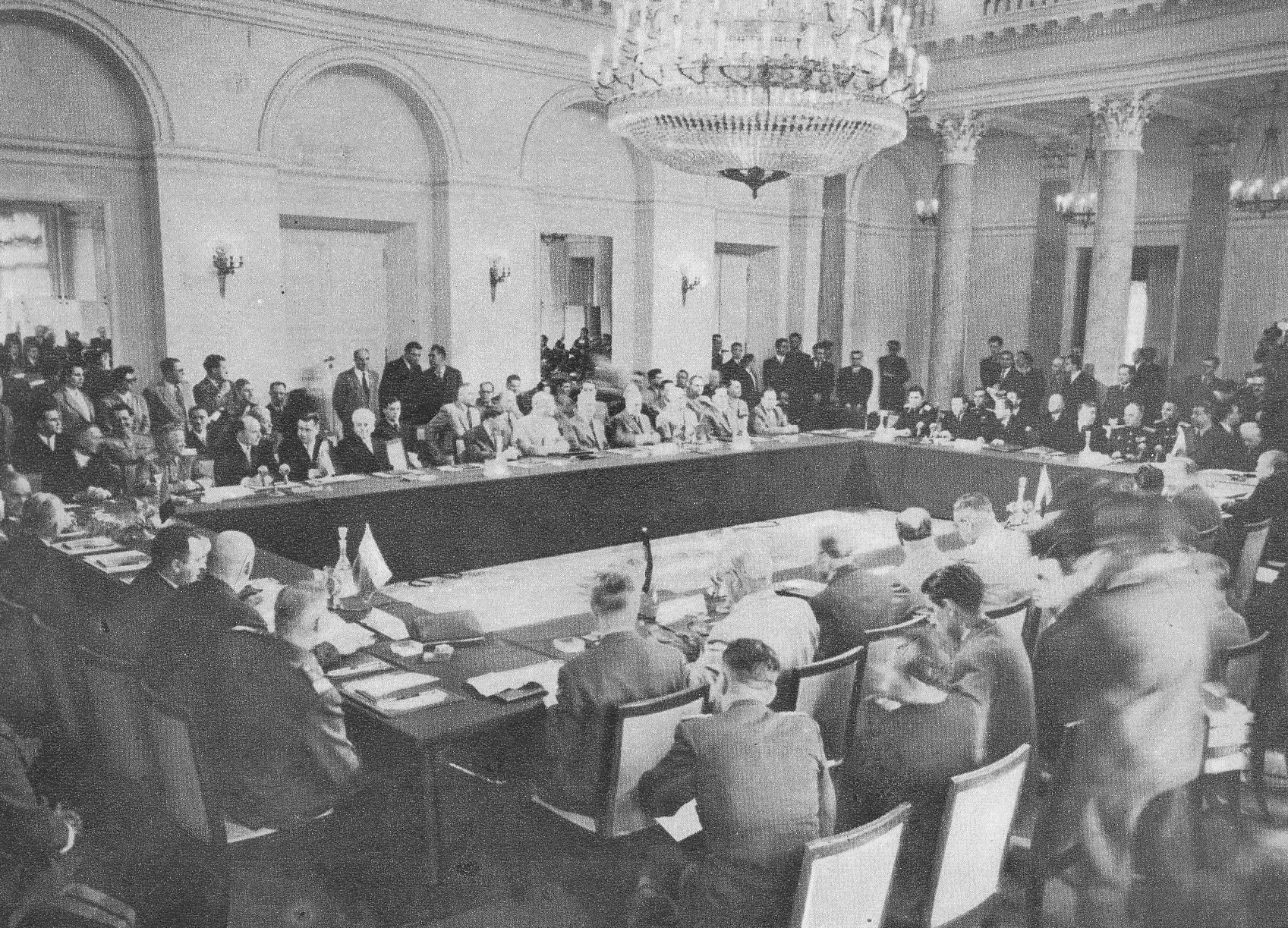
Gründungskonferenz des Warschauer Vertrages 1955

Diese Liste enthält Treffen von führenden Repräsentanten der Mitgliedsstaaten des Rates für gegenseitige Wirtschaftshilfe und des Warschauer Vertrages.

## Übersicht
1949 gründete sich der Rat für gegenseitige Wirtschaftshilfe (RGW, auch Comecon) von Staaten in politischer Abhängigkeit von der Sowjetunion. 1955 bildeten sie als militärisches Bündnis dazu die Organisation des Warschauer Vertrages. Zu ihnen gehörten die Sowjetunion, Polen, die Tschechoslowakei, Ungarn, Rumänien und Bulgarien, später auch die DDR und Albanien, sowie Kuba, die Mongolei und Vietnam (die letzten drei nur im RGW).
Die führenden Repräsentanten trafen sich regelmäßig zu Gipfeltreffen in verschiedenen Organisationsstrukturen.

## Rat für Gegenseitige Wirtschaftshilfe

### Überblick
Die wichtigsten Treffen der Mitgliedsländer des RGW waren die Tagungen, die mindestens einmal jährlich stattfinden sollten. Die Delegationen wurden durch die Ministerpräsidenten oder andere hochrangige Regierungsvertreter geführt. Die DDR wurde in den 1970er und 1980er Jahren meist durch den Vorsitzenden des Ministerrates Willi Stoph vertreten. In den Treffen des Exekutivkommitees wurden dann die Beschlüsse der Ratstagungen umgesetzt und die Volkswirtschaftspläne koordiniert.
Daneben gab es weitere  untergeordneten Kommissionen.
Die wichtigen politischen und wirtschaftlichen Entscheidungen wurden allerdings auf den gesonderten Gipfeltreffen der Partei- und Staatschefs getroffen.

### Tagungen des RGW
Die Tagungen fanden mindestens einmal im Jahr an wechselnden Orten statt. Sie waren offiziell nummeriert bis zur 46. Tagung 1991. Die DDR bevorzugte anfangs römische Ziffern, (also XXX. für 30. Tagung).
- 24.–25. Januar 1949 Moskau, Gründung des RGW
- I. 26.–27. April 1949 Moskau, konstituierende Tagung
- II. 25.–27. August 1949 Sofia
- III. November 1950,[3]
- IV. 26.–27. März 1954 Budapest
- V. 24.–25. Juni 1954 Moskau
- VI. 7.–11. Dezember 1955 Budapest
- VII. 18.–25. Mai 1956 Berlin
- VIII. 14. Dezember 1956 Sofia
- IX. 20.–23. Mai 1957 Moskau
- X. 20.–23. Mai 1958 Moskau
- XI. 13.–14. Mai 1959 Tirana
- XII. 10.–14. Dezember 1959 Sofia
- XIII. 26.–29. Juli 1960 Budapest
- XIV. 28. Februar – 3. März 1961 Berlin
- XV. 12.–15. Dezember 1961 Warschau
- XVI. 7. Juni 1962 Moskau, parallel dazu Tagung des Politisch Beratenden Ausschusses des Warschauer Vertrages, mit Beschlüssen zum RGW[4]
- XIX. 28. Januar – 2. Februar 1965 Prag
- XX. 8.–10. Dezember 1966 Sofia
- XXI. 12.–14. Dezember 1967 Budapest, auch mit Jugoslawien und Vietnam
- XXII. 21.–23. Januar 1969 Berlin, zum 20jährigen Jubiläum
- XXIII. 23.–26. April 1969 Moskau
- XXIV. 12.–14. Mai 1970 Warschau
- XXV. 27.–28. Juli 1971 Bukarest
- XXVI. 10.–12. Juli 1972 Moskau
- XXVII. 5.–8. Juni 1973 Prag
- XXVIII. 18.–21. Juni 1974 Sofia
- XXIX. 24.–26. Juni 1975 Budapest
- XXX. 6.–9. Juli 1976 Berlin
- XXXI. 20.–22. Juni 1977 Warschau
- XXXII. 17.–29. Juni 1978 Bukarest
- XXXIII. 26.–28. Juni 1979 Moskau
- XXXIV. 16.–17. Juni 1980 Prag
- XXXV. 2.–4. Juli 1981 Sofia
- XXXVI. 8.–10. Juni 1982 Budapest
- 12.–14. Juni 1984 Moskau, außerordentliche Wirtschaftstagung, mit Staatschefs[5]
- 39. 29.–31. Oktober 1984 Havanna[6]
- 40. 25.–27. Juni 1985 Warschau
- 41. 17.–18. Dezember 1985 Moskau, außerordentliche Tagung
- 42. 3.–5. November 1986 Bukarest
- 43. 13.–14. Oktober 1987 Moskau, außerordentliche Tagung
- 44. 5.–7. Juli 1988 Prag
- 45. 8.–10. Januar 1990 Prag
- 46. 28. Juni 1991 Budapest, Auflösung des RGW

### Sitzungen des Exekutivkomitees
Das Exekutivekommitee war das zweithöchste Organ des RGW. Es sollte auf seinen Sitzungen die Beschlüsse der Tagungen umsetzen und die Wirtschaftspläne der Mitgliedsländer koordinieren. Es tagte mehrmals im Jahr, die verantwortlichen Leiter waren die stellvertretenden Ministerpräsidenten. (Auswahl)
- 25.–26. September 1962 Moskau
- (77.) 6.–9. Juli 1976 Berlin. parallel zur Tagung des RGW
- (86.) 17.–29. Juni 1978 Bukarest, parallel zur Tagung
- (91.) 26.–28. Juni 1979 Moskau, parallel zur Tagung
- (94.) 1.–3. April 1980 Moskau
- (100.) 2.–4. Juli 1981 Sofia, parallel zur Tagung
- (106.) 28.–30. Juni 1983 Moskau

## Warschauer Vertrag

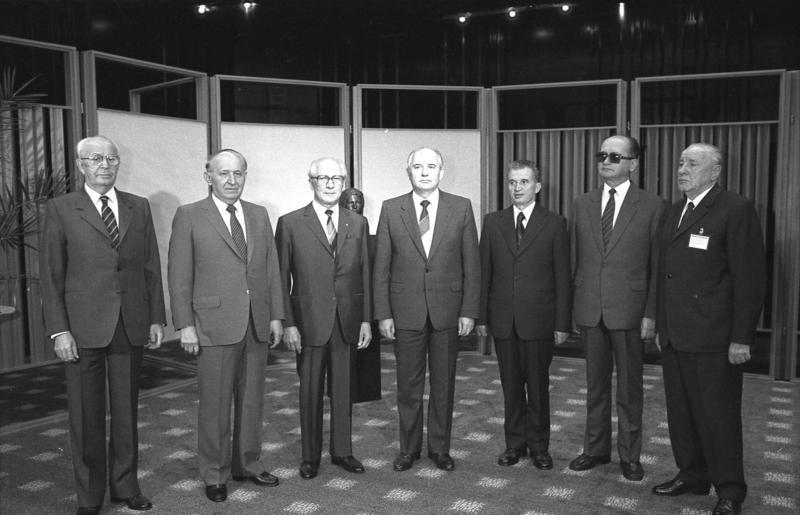
Tagung des Politisch Beratenden Ausschusses in Berlin 1987

Die Organisation des Warschauer Vertrages wurde 1955 gegründet. Dessen höchstes Organ war der Politisch Beratende Ausschuss (Political Consultative Committee), dem die Partei- und Staatschefs der Mitgliedsländer angehörten. Dieser traf sich alle ein bis zwei Jahre. Es gab weitere Kommissionen und regelmäßige  Treffen der Verteidigungs- und der Außenminister.
Gründungskonferenz
- 11.–14. Mai 1955 Warschau

Tagungen des Politisch Beratenden Ausschusses
- I. 27.–28. Januar 1956 Prag
- II. 24. Mai 1958 Moskau
- III. 4. Februar 1960 Moskau
- IV. 28.–29. März 1961 Moskau
- V. 6.–7. Juni 1962 Moskau, mit Beschlüssen zum RGW
- VI. 26. Juli 1963 Moskau
- VII. 19.–20. Januar 1965 Warschau
- VIII. 4.–6. Juli 1966 Bukarest
- IX. 6.–7. März 1968 Sofia
- X. März 1969 Budapest, mit Budapester Appell
- XI. 20. August 1970 Moskau
- XII. 2. Dezember 1970 Berlin
- XIII. 25.–26. Januar 1972 Prag
- XIV. 17.–18. April 1974 Warschau
- XV. 25.–26. November 1976 Bukarest
- XVI. 22.–23. November 1978 Moskau
- XVII. 14. Mai 1980 Warschau
- XVIII. 4.–5. Januar 1983 Prag
- XIX. 22.–23. Oktober 1985 Sofia
- XX. 10.–11. Juni 1986 Budapest
- XXI. 28.–29. Mai 1987 Berlin
- XXII. 15.–16. Juli 1988 Warschau
- XXIII. 7.–8. Juli 1989 Bukarest
- XXIV. 6.–7. Juni 1990 Moskau
- 25. Februar 1991 Budapest, Beschluss zur Auflösung der Warschauer-Vertrags-Organisation

Auflösungskonferenz
- 1. Juli 1991 Prag

## Weitere Treffen

### Weitere Gipfeltreffen
Es gab weitere Treffen der Partei- und Staatschef der sozialistischen Ländern.
- Januar 1951 Moskau, geheimes Treffen
- 22. November – 2. Dezember 1954 Moskau, mit Aufruf zu einer Europäischen Sicherheitskonferenz
- 6.–10. Januar 1956 Moskau
- 7.–12. Februar 1956, über zivile Luftfahrt (ohne UdSSR)
- 13. Juni 1956, Abkommen zwischen UdSSR, Polen, ČSR, Ungarn, Rumänien und Bulgarien über freien Reiseverkehr
- 23. Juni 1956 Moskau, mit Josip Broz Tito aus Jugoslawien
- 24. Oktober 1956 Moskau, nur mit DDR, ČSSR, Bulgarien, über Chruschtschows Stalin-Enthüllungen

- 1.–4. Januar 1957 Budapest, nur mit Sowjetunion, Ungarn, ČSSR, Rumänien, Bulgarien
- 2.–3. Februar 1960 Moskau, zur Entwicklung der Landwirtschaft
- 24. Juni 1960 Bukarest
- 20.–22. März 1961 Budapest, mit DDR, Polen, ČSSR, Ungarn, Rumänien, Bulgarien, über zivile Luftfahrt
- 3.–6. August 1961 Moskau, über Berlin-Krise
- 25. Juli 1963 Moskau
- 9.–10. Juni 1967 Moskau
- 11.–12. Juni 1967 Budapest, über Nahostprobleme
- 1.–9. November 1967 Moskau Feierlichkeiten zum 50. Jahrestag der Oktoberrevolution
- 23. März 1968 Dresden, zu „Prager Frühling“  (ohne Rumänien)
- 8. Mai 1968 Moskau, zu „Prager Frühling“ (ohne ČSSR und Rumänien)
- 14.–15. Juli 1968 Warschau, zu „Prager Frühling“ (ohne ČSSR und Rumänien)
- 3. August 1968 Bratislava, zu „Prager Frühling“ (ohne Rumänien)
- 18. August 1968 Moskau, zu Einmarsch in die ČSSR (ohne ČSSR und Rumänien)
- 24.–26. August 1968 Moskau, nach Einmarsch in die ČSSR (ohne ČSSR und Rumänien)
- 27. September 1968 Moskau, geheimes Treffen (ohne ČSSR und Rumänien)
- 3.–4. Dezember 1969 Moskau
- 21.–22. April 1970 Moskau, Feierlichkeiten zum 100. Geburtstag von Lenin
- 2. August 1971 Krim
- 31. Juli 1972 Krim
- 30.–31. Juli 1973 Krim
- 1. August 1975 Helsinki, Treffen während der KSZE-Konferenz
- 5. Dezember 1980 Moskau
- 28. Juni 1983 Moskau
- 14. Februar 1984 Moskau, nach der Beerdigung von Juri Andropow
- 12.–14. Juni 1984 Moskau, außerordentliche Wirtschaftstagung des RGW, mit Staatschefs  Tagun
- 13. März 1985 Moskau, nach der Beerdigung von Konstantin Tschernenko
- 26. April 1985 Warschau, erstmals mit Michail Gorbatschow
- 21. November 1985 Prag, mit Bericht von Michail Gorbatschow über Treffen mit US-Präsident Reagan in Genf
- 10.–11. November 1986 Moskau, Gorbatschow erklärte seine neue Politik der Perestroika
- 11. Dezember 1987 Berlin
- 4.–5. Dezember 1989 Moskau, Gorbatschow kritisierte den Einmarsch in die ČSSR 1968

### Treffen von kommunistischen und sozialistischen Parteien
Es gab auch einige Treffen mit  Führern von weiteren kommunistischen und Arbeiterparteien. Bei jedem KPdSU-Parteitag gab es ein Treffen der Leiter der anwesenden ausländischen Delegationen, oft mit deren Parteichefs. 
- 14.–16. November 1957 Moskau, Treffen von kommunistischen und Arbeiterparteien
- 10. November – 1. Dezember 1960 Moskau, Konferenz von 81 kommunistischen und Arbeiterparteien
- 24. April 1967 Karlovy Vary, Konferenz von 24 kommunistischen und Arbeiterparteien
- 26. Februar – 5. März 1968 Budapest, Konferenz von 65 kommunistischen und Arbeiterparteien
- 5.–17. Juni 1969 Moskau, Konferenz von 75 kommunistischen und Arbeiterparteien
- 19.–23. Januar 1970, Treffen von 28 kommunistischen und Arbeiterparteien
- 24.–25. Februar 1970 Sofia, Treffen von Parteiführern
- 29.–30. Juni 1976 Berlin, Treffen von 29 kommunistischen und Arbeiterparteien